# Metarhizium
A Metarhizium a Sordariomycetes osztályának a Hypocreales rendjébe, ezen belül a Clavicipitaceae családjába tartozó nemzetség.

## Tudnivalók
A Metarhizium-fajok élősködő gombák, amelyek a rovarokat fertőzik és pusztítják el. Néhányukat az ember, rovarítóként használ fel az ültetvényein és szántóföldjein.

## Rendszerezés
A nembe az alábbi 12 faj tartozik. Az első kilenc fajt korábban, a Metarhizium anisopliae változatainak vélték, csak mostanában kezdik különálló fajoknak tekinteni; míg az utóbbi három faj már régebbtől külön fajként ismert.
- Metarhizium acridum - szinonima: M. anisopliae var. acridum
- Metarhizium anisopliae típusfaj - szinonima: M. anisopliae var. anisopliae
- Metarhizium brunneum
- Metarhizium globosum
- Metarhizium guizhouense - szinonima: M. taii
- Metarhizium lepidiotae - szinonima: M. anisopliae var. lepidiotae
- Metarhizium majus - szinonima: M. anisopliae var. major
- Metarhizium pingshaense
- Metarhizium robertsii

- Metarhizium album
- Metarhizium flavoviride
- Metarhizium frigidum

## Fordítás
- Ez a szócikk részben vagy egészben  a   Metarhizium című angol Wikipédia-szócikk ezen változatának fordításán alapul.  Az eredeti cikk szerkesztőit annak laptörténete sorolja fel. Ez a jelzés csupán a megfogalmazás eredetét és a szerzői jogokat jelzi, nem szolgál a cikkben szereplő információk forrásmegjelöléseként.